# 田代秀彦
田代 秀彦（たしろ ひでひこ　1943年（昭和18年）3月25日 –　）は、日本の実業家。
世界5大メジャー系のレコード会社であるBMGファンハウスの元代表取締役社長。

## 略歴
- 1943年　島根県松江市にて出生。
- 1966年　明治大学政治経済学部卒業。資生堂入社。
- 1972年　ジャーディン・マセソン入社。
- 1974年　フランクリンミント入社。
- 1981年　インペリアルエンタプライズ創立。
- 1993年　IEI CORP（米法人）社長に就任。
- 1998年　BMGジャパン代表取締役社長に就任。
- 1999年　BMGファンハウス代表取締役社長に就任（BMGジャパンとファンハウスが合併）。日本レコード協会理事に就任。
- 2006年　退任。

## 参考
- Musicman's RELAY